# Here comes summer
Here comes summer is een lied van Jack Jersey. Hij bracht het in 1990 uit op een single met een popversie op de A-kant en een countryversie op de B-kant. Het verscheen een jaar later ook op zijn album Songs from my heart onder de titel Here comes the summer. Hij schreef het nummer zelf.

## Hitnoteringen
De single bereikte een notering in de Nationale Top 100. Hier was het volgende verloop te zien.
| Here comes summer in de Nationale Top 100 van 2-12-1989 t/m 13-1-1990 | Here comes summer in de Nationale Top 100 van 2-12-1989 t/m 13-1-1990 | Here comes summer in de Nationale Top 100 van 2-12-1989 t/m 13-1-1990 | Here comes summer in de Nationale Top 100 van 2-12-1989 t/m 13-1-1990 | Here comes summer in de Nationale Top 100 van 2-12-1989 t/m 13-1-1990 | Here comes summer in de Nationale Top 100 van 2-12-1989 t/m 13-1-1990 | Here comes summer in de Nationale Top 100 van 2-12-1989 t/m 13-1-1990 | Here comes summer in de Nationale Top 100 van 2-12-1989 t/m 13-1-1990 | Here comes summer in de Nationale Top 100 van 2-12-1989 t/m 13-1-1990 |
| Week                                                                  | 1                                                                     | 2                                                                     | 3                                                                     | 4                                                                     | 5                                                                     | 6                                                                     | 7                                                                     |                                                                       |
| --------------------------------------------------------------------- | --------------------------------------------------------------------- | --------------------------------------------------------------------- | --------------------------------------------------------------------- | --------------------------------------------------------------------- | --------------------------------------------------------------------- | --------------------------------------------------------------------- | --------------------------------------------------------------------- | --------------------------------------------------------------------- |
| Positie                                                               | 94                                                                    | 78                                                                    | 72                                                                    | 69                                                                    | 63                                                                    | 71                                                                    | 96                                                                    | uit                                                                   |